# Beniardà
Beniardà (wym. wal. [beniaɾˈða]) – gmina w Hiszpanii, w prowincji Alicante, we wspólnocie autonomicznej Walencja (comarca Marina Baixa), o powierzchni 15,74 km². W 2011 roku liczyła 248 mieszkańców. Znajduje się we wnętrzu doliny Guadalest, obok majestatycznego bagna i u podnóża Sierra de Aitana.
Do roku 2022 gmina nosiła hiszpańską nazwę Beniardá, jednak na mocy dekretu Rady Generalitat Valenciana z 11 marca 2022 r. jako wyłączną przyjęto nazwę walencką (katalońską) – Beniardà.